# Elisabeth Schmitz
Élisabeth Schmitz, née le 23 août 1893 à Hanau et morte le 10 septembre 1977 à Offenbach-sur-le-Main, est une enseignante allemande, issue des rangs de l'Église confessante et membre de la résistante intérieure au nazisme.
Elle s'est particulièrement illustrée par son mémorandum Sur la situation des non-aryens allemands, dans lequel elle prédit avec justesse dès 1935 le sort funeste des Juifs en Allemagne sous le régime nazi mais ses tentatives d’inciter l’Église protestante et particulièrement l’Église confessante à résister au nazisme et à s'opposer à la persécution des Juifs restent sans lendemain.
Restés longtemps méconnus, son engagement contre le nazisme et son action en faveur des juifs lui valent d'être honorée du titre de Juste parmi les nations à titre posthume en 2011.

## Biographie

### Famille et formation
Elisabeth Schmitz, née le 23 août 1893 à Hanau, est la plus jeune des trois filles d'August Schmitz (1849-1943), professeur à la Hohe Landesschule (de) de Hanau, et de Clara Marie Bach (1854-1929). Elle fréquente la Schillerschule (de) de Francfort-sur-le-Main jusqu'à l'obtention de son Abitur en 1914. Elle étudie ensuite l'histoire, la germanistique et la théologie à l'Université de Bonn et, à partir de 1915, à l'Université Friedrich Wilhelm de Berlin. Parmi ses professeurs figurent les historiens Adolf von Harnack et Friedrich Meinecke. En 1920, elle obtient son doctorat, sous la direction de Friedrich Meinecke avec une thèse sur Edwin von Manteuffel et termine ses études en 1921 avec le premier examen d'État à Berlin. Elle fait des études supplémentaires à la faculté de théologie, mais tout au long de sa vie, elle se considère comme une historienne et non comme théologienne.

### Enseignement
Après avoir terminé son stage d'études supérieures, Elisabeth Schmitz enseigne pendant six ans la religion, l'histoire et l'allemand dans diverses écoles de filles de Berlin dans le cadre de contrats temporaires.
Le 1er avril 1929, elle est nommée à un poste stable au Luisengymnasium (de), un lycée pour filles à Berlin-Moabit. À partir de 1933, elle y est témoin du licenciement des enseignants juifs ou politiquement indésirables. Le directeur social-démocrate de son école perd son poste de cette façon et les élèves juifs doivent également quitter l'école. Elisabeth Schmitz a rapidement des difficultés avec le nouveau directeur en raison de son opposition au nazisme. Comme sanction, elle est transférée en 1935 à l'école Auguste Sprengel (de) à Berlin-Lankwitz, comme sa collègue Elisabeth Abegg,.
Elle refuse d'adhérer à l'Association nationale-socialiste des enseignants, la seule organisation d'enseignants autorisée. Elle rejoint cependant l'organisation d'aide sociale Secours populaire national-socialiste mais le regrette rapidement, estimant qu'il est impossible pour une chrétienne d'adhérer à des organisations nazies même si leur vocation n'est pas l'action politique, leur vision du monde est incompatible avec celle du christianisme. Elle souhaite que l'Église confessante indique clairement que l'adhésion à l'une des branches nazies n'est pas possible pour ses membres.
Les nouveaux programmes d'études introduits en 1938 ont pour objectif principal la « formation de l'homme national-socialiste » sur une base raciste, militariste et totalitaire. Elisabeth Schmitz ne peut et ne veut pas s'y conformer. Le 31 décembre 1938, après les pogroms de la nuit de cristal, Elisabeth Schmitz, alors âgée de 45 ans décide de demander sa retraite. « Je me demande de plus en plus si je peux enseigner mes matières purement idéologiques – la religion, l’histoire, l’allemand – de la manière que l’État national-socialiste attend et exige de moi. »,.
De manière inattendue, sa demande est acceptée et elle perçoit même une petite pension.

### L’Église confessante
Après être restée éloignée de l'Eglise qu'elle trouve conservatrice, voire tolérante vis-à-vis du régime nazi, Elisabeth Schmitz devient membre en 1933 du conseil de l'Eglise du Souvenir Kaiser Wilhelm où elle a des contacts étroits avec le prêtre Gerhard Jacobi (de). En septembre 1934, elle rejoint l'Église confessante.
Elle entretient également des contacts étroits avec les pasteurs confessionnels de Dahlem Franz Hildebrandt et Helmut Gollwitzer. Elle fait partie du « groupe de travail dogmatique » de Helmut Gollwitzer, au sein duquel la dogmatique ecclésiastique de Karl Barth est lue et discutée. À Charlottenburg, elle fait partie du cercle du mercredi d'Anna von Gierke, qui réunit des protestants critiques du nazisme  pour des études bibliques et des conférences et discutent de sujets religieux et culturels. Ces réunions sont interdites fin 1942.
Parmi ses collègues d'Elisabeth Schmitz partageant son opposition au nazisme figurent la professeure de botanique Elisabeth Schiemann, l'enseignante féministe Agnes von Zahn-Harnack et son ancienne collègue Elisabeth Abegg.

#### Correspondance
Dès avril 1933, au moment du boycott juif, Elisabeth Schmitz se tourne vers Karl Barth pour lui demander de condamner la persécution des Juifs. Ils échangent des lettres de 1933 à 1936 et elle lui rend visite chaque été de 1936 à 1939 dans son exil suisse. Ces conversations sur les questions théologiques et politiques de l'Église sont, dit-elle, « une lueur d'espoir dans ces années sombres ». Karl Barth partage son opinion sur l'évolution politique mais il ne veut pas mettre en péril son travail d'enseignement théologique qui lui semble plus important pour aider l'Eglise. Il refuse de prendre publiquement position.
En janvier 1934, elle alerte à nouveau Karl Barth sur la situation désespérée, notamment celle des chrétiens d'origine juive. Elle condamne l'Eglise qui permet et soutient en partie ces agissements. Elle considère qu'il est primordial de savoir si l’individu obéit d’abord à Dieu ou à l’État. Elle demande que, dans un premier temps, les membres de l'Association des pasteurs d'urgence s'occupent de leurs paroissiens persécutés. Les communautés protestantes doivent entretenir des contacts avec les communautés juives. L’amour chrétien doit être fortement souligné dans les sermons et l’enseignement.
Comme Marga Meusel, et avant elle, Elisabeth Schmitz essaie de persuader le pasteur Friedrich von Bodelwickelh, chef des institutions diaconales de Bethel, d'aider les Juifs persécutés. Elle obtient un entretien le 4 août 1933 mais, comme en témoigne un compte-rendu conservé aux archives de Bethel, le pasteur s'en tient à l'idée que seul le travail en silence est envisageable, une publicité serait contreproductive. En outre, le devoir d'amour de l'Église ne doit pas être affecté face aux situations d'urgence individuelles.

#### Mémorandum sur les devoirs de l'Eglise confessante envers les protestants non-aryens
Au même moment, Elisabeth Schmitz commence à travailler sur un mémorandum sur la situation des Juifs sous le régime national-socialiste. Elle donne à cet ouvrage, qu'elle achève en septembre 1935, le titre Zur Lage der deutschen Nichtarier (Sur la situation des non-aryens allemands). Elle y compile de nombreux exemples du sort des Juifs et de l'implication des autorités, des voisins, des collègues, des partenaires commerciaux et des enseignants dans la persécution quotidienne. Le mémorandum préfigure déjà le sort des juifs dans l'Allemagne nazie. Elle y lance aussi un appel urgent aux hommes responsables au sein de l'Église, y compris et surtout de l'Église confessante, à assumer leur responsabilité envers le peuple et l'État. Elle produit environ 200 exemplaires de ce texte  et les envoie ou en donne à des membres de l'Église confessante tels que Karl Barth, Dietrich Bonhoeffer et Helmut Gollwitzer. Afin de réduire le risque qu'elle court elle-même, elle le rédige anonymement,.
Contrairement à Marga Meusel dans son texte Denkschrift über die Aufgaben der Bekennenden Kirche an den evangelischen Nichtariern (Mémorandum sur les devoirs de l'Église confessante envers les protestants non-aryens), Elisabeth Schmitz ne fait pas seulement référence aux « non-aryens » baptisés, mais appelle également à la solidarité de l’Église avec tous ceux qui sont persécutés, qu'ils soient chrétiens ou non. Tandis que Marga Meusel met en garde contre la résistance à l'État, Elisabeth Schmitz appelle à la résistance contre la persécution des Juifs par l'État. En mettant l’accent sur les racines juives du christianisme, elle va bien au-delà des idées théologiques courantes à l’époque.
Elisabeth Schmitz tente de présenter son mémorandum au troisième synode confessionnel (de) de l'Église protestante de l'Union prussienne, qui a lieu du 23 au 26 septembre 1935. La réunion se tient à Berlin-Steglitz, peu après l'adoption des lois de Nuremberg. Elisabeth Schmitz essaie de persuader le Synode de formuler une objection publique contre l'agitation anti-juive dans la presse, contre les interdictions professionnelles et les boycotts. La direction du synode décide de ne pas débattre de la discrimination à l’égard des Juifs dans la vie publique. Le mémorandum d'Elisabeth Schmitz n'est même pas discuté au Parlement ecclésiastique.
Les membres du clergé qui s'opposent à l'idéologie nazie, baptisent ou soutiennent des juifs sont alors publiquement stigmatisés comme « serviteurs juifs », font parfois l'objet de caricatures violentes dans le journal nazi Der Stürmer. De ce fait, le synode craint pour l'existence même de l'Église. Ce à quoi, Elisabeth Schmitz réplique : « Si, dans de nombreux cas, l'Église ne peut rien faire en raison du risque de sa destruction complète, alors pourquoi ne connaît-elle pas au moins sa culpabilité ? Pourquoi ne prie-t-elle pas pour ceux qui souffrent ? ».
Après l'entrée en vigueur des lois de Nuremberg en septembre 1935, Elisabeth Schmitz rédige un addendum à son mémorandum, qu'elle publie le 8 mai 1936. Elle souligne les conséquences dévastatrices de ces lois pour les personnes concernées. Cela n’a également aucun effet,.

Après les pogroms de novembre 1938, Elisabeth Schmitz écrit deux lettres à Helmut Gollwitzer dans lesquelles elle appelle à ce qu'un soutien financier soit apporté aux communautés juives assiégées et à leur prêter des églises pour le culte juif.

« Quand nous sommes restés silencieux le 1er avril 1933, quand nous sommes restés silencieux devant les boîtes du Stürmer, devant l'agitation satanique dans la presse, devant l'empoisonnement de l'âme du peuple et de la jeunesse, devant la destruction des existences et des mariages à travers de soi-disant « lois », devant les méthodes du camp de concentration de Buchenwald - là et mille autres fois nous sommes coupables des pogroms de novembre 1938. »(cne.news, 29/11/2022)

### Aide aux personnes juives
Depuis l'arrivée au pouvoir des nazis, Elisabeth Schmitz vient en aide à ses amis juifs. Elle accueille pendant quatre ans la médecin protestante d'origine juive Martha Kassel, qui a perdu sa consultation et donc son moyen de subsistance en 1933, jusqu'à son émigration en décembre 1938. En raison de cette cohabitation avec une personne juive, Elisabeth Schmitz est dénoncée et interrogée par un gardien de bloc à l'automne 1937. L'administration du district exige que les autorités scolaires la licencient immédiatement. Celles-ci n'obtempèrent cependant pas,.
Dans les années 1940 à 1942, Elisabeth Schmitz participe à la vie de la communauté confessionnelle de Friedenau dirigée par le pasteur Wilhelm Jannasch (de) et donne des cours sur les bases de la foi chrétienne aux Juifs désireux de se faire baptiser  .
Dans son appartement ou dans sa maison de campagne à Wandlitz, Elisabeth Schmitz héberge à plusieurs reprises des Juifs, dont Liselotte Pereles, Margarete Koch-Levy et le jeune Charles C. Milford (anciennement Mühlfelder), dont le père a été arrêté et emmené dans la célèbre Rosenstrasse et dont la mère s'est jointe aux manifestations. Elle est probablement venue en aide à d'autres personnes en leur trouvant un logement, de l'argent et des cartes de rationnement,.

### L'après-guerre
En 1943, l'appartement berlinois d'Elisabeth Schmitz est détruit par des bombes incendiaires et elle perd presque tout. Elle retourne alors dans sa ville natale de Hanau où elle vit dans la maison de ses parents,.
En 1946, elle retourne à l'enseignement à l'école Karl Rehbein (de) de Hanau. Elle suit de près les développements actuels de la théologie et de l'Église ainsi que les débats sociaux d'après-guerre.
En 1950, elle est invitée, comme opposante au nazisme, à prononcer un discours dans son ancienne école. Dans son intervention, elle plaide contre l'oubli : « Nous devons connaître notre culpabilité. [...] Et nous devons connaître le passé pour le bien de l'avenir ». Elle considère que la perte de l'humanité chrétienne est la principale cause du nazisme, que la culpabilité des autres ne peut compenser celle de chacun. Pour elle, la dignité humaine signifie décision, responsabilité. Elle aborde les crimes allemands mais évoque également les résistants chrétiens. Pour l’avenir, Elisabeth Schmitz place toujours son espoir dans une foi chrétienne qui libère les hommes.
Elle prend sa retraite de l'enseignement en 1958.
Elisabeth Schmitz décède le 10 septembre 1977 à l'âge de 84 ans. Seules sept personnes assistent à ses funérailles. Son rôle dans la résistance au nazisme est alors tout à fait méconnu,
Angela Merkel qualifie Elisabeth Schmitz d’« exception à la règle du silence ».

## Postérité
L’importance de l'action d’Elisabeth Schmitz dans l'opposition à la dictature nazie est restée longtemps méconnue. Elle-même est restée silencieuse à ce sujet. Elle ne se revendique même pas comme autrice du mémorandum Denkschrift über die Aufgaben der Bekennenden Kirche an den evangelischen Nichtariern. Quand celui-ci est attribué erronément par l'historien des religions Wilhelm Niemöller (de) à Marga Meusel qui, elle aussi, pousse l'Église confessante à sortir de sa passivité, Elisabeth Schmiz ne se manifeste pas comme la véritable autrice. Ce n'est qu'en 1999 que Dietgard Meyer (de) publie le mémorandum sous le nom correct de l'auteur, dans une édition annotée accompagnée d'une notice biographique,,.
En 2004, un sac contenant sept dossiers est retrouvé dans un sous-sol de la congrégation de Johanneskirchen, la paroisse à laquelle appartenait Elisabeth Schmitz à Hanau. Outre les documents personnels (certificats, relevés de notes, correspondance), les dossiers contiennent également des textes manuscrits pour le mémorandum sur la situation des Allemands non aryens. Les documents appartiennent désormais à des particuliers et devraient être remis à la Bibliothèque d'État de Berlin,.
Pour ces raisons, Elisabeth Schmitz n'est reconnue comme Juste parmi les Nations par le Mémorial de l’Holocauste de Yad Vashem qu’en 2011, à titre posthume.

## Distinctions
- L'Église évangélique de Kurhessen-Waldeck et la ville de Hanau rendent hommage à Elisabeth Schmitz en 2005 avec une pierre commémorative au cimetière de Hanau[20],[21].
- Le 11 novembre 2011, Elisabeth Schmitz est honorée à titre posthume du titre honorifique de « Juste parmi les nations » décerné par le mémorial Yad Vashem. Le certificat de Yad Vashem et sa mallette sont exposés à l' école Karl Rehbein de Hanau[4].
- La ville de Hanau appose une plaque commémorative en 2013 sur sa maison natale, dans la Corniceliusstrasse[21].
- Une école du district de Hanau-Wolfgang porte son nom[22].
- A Berlin des plaques commémoratives sont apposées au lycée Beethoven, Barbarastrasse 9, à la Luisenschule, Ziegelstrasse 12 et à son domicile Auguststraße 82[3].
- Le film Elisabeth von Hanau du documentariste Steven D. Martin, raconte son histoire[23].

## Publications
- Mémorandum Zur Lage der deutschen Nichtarier. Dactylographié, 1935/36.
  - Première publication du texte du mémorandum (attribué de façon erronée à Marga Meusel) dans : (de) Wilhelm Niemöller (éd.), Die Synode zu Steglitz, Gœttingue, 1970
  - Première publication du mémorandum indiquant la paternité correcte, avec des commentaires et une notice biographique d'Elisabeth Schmitz par Dietgard Meyer, dans (de) Hannelore Erhart, Ilse Meseberg-Haubold, Dietgard Meyer, Katharina Staritz 1903-1954, Neukirchen-Vluyn, 1999, p. 185–269.
  - Fac-similé du mémorandum dans (de) Julia Scheuermann, « Dr. Elisabeth Schmitz – Eine Widerstandskämpferin des Dritten Reiches? », Neues Magazin für Hanauische Geschichte.,‎ 2010, p. 198-282

- Correspondance
  - (de) Dietgard Meyer, « Wir haben keine Zeit zu warten. Der Briefwechsel zwischen Elisabeth Schmitz und Karl Barth in den Jahren 1934–1966 », Kirchliche Zeitgeschichte « 22 », no 1,‎ 2009, p. 328-374 (ISSN 0932-9951, lire en ligne)
  - Gerhard Schäberle-Königs, Und sie waren täglich einmütig beieinander. Der Weg der Bekennenden Gemeinde Berlin/Dahlem 1937–1943 mit Helmut Gollwitzer, Gütersloher Verlagshaus, 1998, p. 203 et suivantes
  - (de) Andreas Pangritz, « Nun ist Bußtag – und die Kirche soll schweigen? Die Reaktion von Elisabeth Schmitz auf die Novemberpogrome 1938, », Manfred Gailus (éd.), Elisabeth Schmitz und ihre Denkschrift gegen die Judenverfolgung – Konturen einer vergessenen Biografie (1893–1977),,‎ 2008, p. 170 et suivantes (lire en ligne)
  - (de) Dietgard Meyer, « Nach der Katastrophe: Zwei Briefe von Elisabeth Schmitz an Friedrich Meinecke aus dem Jahr 1946 », Vision und Verantwortung. Festschrift für Ilse Meseberg-Haubold,‎ 2004, p. 139-144.

- Autres publications :
  - Edwin von Manteuffel als Quelle zur Geschichte Friedrich Wilhelms IV. München, Berlin 1921 (Diss. phil.).
  - Ein Brief Wilhelm Grimms über seinen Sohn Hermann. In: Hanauer Geschichtsblätter 20 (1965), S. 221–226.
  - Des Herren von Westerfeld adeliger Hof und Garten und Burg Kesselstadt. In: Hanauer Geschichtsblätter 21 (1966), S. 97–114.
  - (de) « Rede zur Gedenkfeier für die Opfer des Faschismus, die Kriegsopfer und zum Jahrestag des gemeinsamen Zusammentritts von Bundestag und Bundesrat, vom 7. September 1950 », Deutsch-jüdische Literatur und Kultur im Unterricht. Mitteilungen des Deutschen Germanistenverbandes,,‎ 2009, p. 402-407 (ISSN 0418-9426)